# Johann Julius Louis Burhenne
Johann Julius Louis Burhenne (* 22. Februar 1831; † im 19. oder 20. Jahrhundert) war ein deutscher Jurist, Bürgermeister und Abgeordneter des Kurhessischen Kommunallandtages des Regierungsbezirks Kassel.

## Leben
Johann Julius Louis Burhenne studierte nach dem Abitur Rechtswissenschaften und ließ sich als Rechtsanwalt nieder. Er betätigte sich politisch und wurde Mitglied des Stadtrates von Schmalkalden. Dieser wählte ihn am 29. Mai 1869 zum Vizebürgermeister und nach dem Rücktritt des Bürgermeisters im August mit großer Mehrheit für die Dauer von acht Jahren zum Bürgermeister. Diese Wahl wurde durch den Regierungspräsidenten Kassel bestätigt. Burhennes Wahl zum Abgeordneten des Kurhessischen Kommunallandtages des Regierungsbezirks Kassel fiel auf den 8. September 1869. Aus beruflichen Gründen musste er sein Mandat zum Jahresende 1874 niederlegen. Sein Nachfolger wurde der Lehrer Hugo Simon. Im Dezember 1872 stellte er den Antrag, ihn wegen zu geringer Bezahlung aus seinem Bürgermeisteramt zu entpflichten. Der Rat bewilligte eine Gehaltsverbesserung. So wurde er im Januar 1873 erneut für die Dauer von acht Jahren zum Bürgermeister gewählt. Bereits zum Jahresende beantragte er seine Entlassung, die im Februar 1874 genehmigt wurde.